# Dimos Pogoni
Dimos Pogoni (Pogoni) är en kommun i Grekland.   Den ligger i prefekturen Nomós Ioannínon och regionen Epirus, i den nordvästra delen av landet, 300 km nordväst om huvudstaden Aten. Antalet invånare är 8 987. Arean är 703 kvadratkilometer.
Terrängen i Dimos Pogoni är bergig västerut, men österut är den kuperad.